# زبار (پاوه)
زبار (نودشه)، روستایی از توابع بخش نوسود و جنوب شرقی شهر نودشه شهرستان پاوه در استان کرمانشاه ایران است.

## جمعیت
این روستا در دهستان سیروان قرار دارد و براساس سرشماری مرکز آمار ایران در سال ۱۳۸۵، جمعیت آن زیر سه خانوار بوده‌است.